# 金瓶梅
《金瓶梅》，又名《金瓶梅詞話》，是中國文學史上首部由文人獨立創作的長篇白話小說，成書於明朝隆慶至萬曆年間，被列為四大奇書之一。現存最早刊本為萬曆四十五年（1617年）《金瓶梅詞話》，作者署筆名「蘭陵笑笑生」，真實身份至今未有定論，學界提出王世貞、李開先等逾五十種推測人選。
該作品以《水滸傳》武松故事為引，鋪陳西門慶家族興衰，全景式描繪16世紀中國市井生活與官商勾結的社會現實。因其大量露骨的性愛描寫，長期被歸類為艷情小說，但現代學者更強調其寫實主義價值，認為小說透過對商人階層、女性命運及明代經濟的深刻刻畫，具備重要社會史料意義。
研究方面，20世紀以來中外學界形成系統性的金瓶梅學，探討其文學技法、方言運用（含山東方言與吳語特徵）及版本流變（分詞話本、繡像本兩大系統）。該書在中國長期遭禁，卻在海外漢學界獲高度評價，如夏志清稱其為「中國小說發展的里程碑」。

## 作者
蘭陵是山東嶧縣（今棗莊市）舊稱，關於作者最盛行的說法是「後七子」領袖王世貞。但也有許多人持不同的意見，一般認為可以推測出的：
1. 作者是嘉靖時代的文人，因為作品中出現文人的語氣；
2. 補作吳語，作者應該是江南人；
3. 袁宏道的《觴政》成於萬曆三十四年以前，而沈德符《萬曆野獲編》說：「袁中郎《觴政》，以《金瓶梅》配《水滸傳》為外典，予恨未得見。[1]」可知《金瓶梅》的成書，是在嘉靖末年到萬曆（1573年－1620年）中期[2]。

《金瓶梅》傳播開來之後，學術界對於其作者一直有不同觀點，有五大說：王世貞說、屠隆說、徐渭說、李開先說、王稚登說。
山東學者王夕河以其母語膠遼官話诸城話印證書中的方言詞，指作者是「丁惟寧」，並提出「蘭陵笑笑生」就是诸城話「蓮廬修修生」。
亦有《金瓶梅》是丁純開筆，丁惟寧完篇，丁耀亢訂正，由祖孫三代完成的說法。
康熙四年乙巳（1665）八月，67歲的丁耀亢因作《續金瓶梅》被逮入獄，經友人傅掌雷、龔鼎孳、劉正宗等全力援救，於當年臘月獲釋。
出獄後作《漫成次友人韻》詩八首，其第六首云：
「老夫傲岸耽奇癖，捉筆談天山鬼驚。
誤讀父書成趙括，悔違母教失陳嬰。
非前湖海多風雨，強向丘園剪棘荊。
征室何如宣室詔，九霄星斗似知名。」
此又可為丁惟寧是「蘭陵笑笑生」佐證。
丁惟寧亦和《金瓶梅》最早的傳播人董其昌有深厚的關係。
歷史上最早提及金瓶梅的文獻為嘉興沈德符的《萬曆野獲編》。即使是沈也不知該書實際作者的姓名，但他認為應當是嘉靖朝時寫成。鄭振鐸考證了作者在書中引用的其他明代文學作品如《如意君傳》、《張於湖誤宿女貞觀記》等，發現這些書都是在萬曆朝才開始風行，也就推定了其成書時間當在萬曆年間。吳晗進一步對詞話本第七回考證後認為成書當在萬曆十年之後，萬曆三十四年以前。
據姚靈犀《瓶外卮言》，金瓶梅書中多北方俗語，而王世貞為太倉人。第三十五回中出現名為《殘紅水上飄》的曲子，是李日華所作，而王世貞死時，李不過二十五歲，幾乎沒有可能在更早之前就作出名曲，以致被《金瓶梅》的作者收錄。

## 內容
小說從《水滸傳》中引出，根據《水滸傳》中西門慶勾引潘金蓮，谋殺潘夫武大郎，最後被武松所殺的情節展開，略加改動，描寫了西門慶從發跡到縱慾而死的故事。
《金瓶梅》的書名從小說中西門慶的潘金蓮、李瓶兒、龐春梅等三個性伴侶的名字中各取一字而成。實際上有更深一層涵義，即「金」代表金錢，「瓶」代表酒，「梅」代表女色。
《金瓶梅》像寫日記一樣，它的故事是逐年逐月展開的。《金瓶梅》開篇說「話說宋徽宗皇帝政和年間」，表明《金瓶梅》寫的是宋徽宗政和年間的故事，《金瓶梅》前六回寫的潘金蓮和西門慶偷情的故事是從《水滸傳》中引用來的，讀者於是更加深信《金瓶梅》真是北宋末年的故事。

## 主題
《金瓶梅》赤祼祼描繪情慾，以表現縱欲無度必然毀滅的主題，警惕世人不要因淘空身子而喪命。明公安袁中道、清諸暨蔣瑞藻、吳興王文濡等皆通過舉證、引用的方式說明該書作者以西門慶影射嚴世蕃和明時社會黑暗之處。這一以嚴世蕃為背景的說法被後世稱為「苦仇說」，一般持這一說的學者大多認為作者是王世貞。早期持該說的人有張評本的作者張道深（號竹坡）、顧公燮等。到了晚清，直接聲稱王世貞確為作者的不在少數。明史學家吳晗在《〈金瓶梅〉著作時代及社會背景》一文中對此作了批駁，並論證這一說法並不可靠。

## 角色
- 西門慶：風流的富家子弟，也是好色之徒，勾引潘金蓮，助她害死武大郎，最終縱慾過度而猝死。
- 潘金蓮：西門慶的第五房。她原是武大郎的妻子，與西門慶偷情後，害死丈夫進入西門慶家。最終死於武大郎弟武松之手。
- 李瓶兒：西門慶的第六房。她原是西門慶富鄰花子虛的妻子，但愛上西門慶。丈夫病死後，她先短暫招贅醫士蔣竹山，離異後再攜帶家產入西門慶家。她在生下兒子官哥時染上疾病，官哥猝死後不久病重而亡。
- 武大郎：潘金蓮的前夫。潘金蓮和西門慶通姦，武大得到報信後前去捉姦，反被西門慶踢傷。後被潘金蓮用西門慶提供的砒霜毒死。
- 武松：武大郎的弟弟，景陽岡打虎英雄，因誤殺人而流放孟州，後遇大赦歸來時西門慶已病死，於是殺死潘金蓮，投奔二龍山。
- 孟玉樓：曾三度嫁人，第二任丈夫西門慶死後改嫁李衙內，得子到老。
- 龐春梅：初為西門慶繼室吳月娘的使唤丫头，潘金蓮入西門府後，转為伺候潘金蓮。潘金蓮为了夺寵，将其荐于西門慶。西門慶死後，改嫁後成為守備夫人。
- 孫雪娥：因挑嘴害死宋惠蓮
- 玉蕭：丫鬟之一，與書童有染。
- 吳月娘：西門慶的大房
- 花子虛：李瓶兒原先的丈夫
- 秋菊：丫鬟
- 玳安：書童，後吳月娘收為養子，改名西門安。
- 王六兒
- 韓道國
- 書童
- 畫童
- 琴童
- 宋惠蓮
- 應伯爵：西門慶的朋友
- 韓二
- 苗天秀

## 文學價值
《金瓶梅》是一部描寫市井人物的小說，在中國古代小說發展史上有其獨特的地位。在中國古代小說中，它還是第一部細緻的描述人物生活、對話及家庭瑣事的小說，這具有非常重要的意義。有人認為，雖然由於小說中有性描寫，使它對市井之民構成了吸引；但只有對傳統文化有相當認知的人，才能夠真正讀懂讀透它。大多數學者都認為，《金瓶梅》對《紅樓夢》的寫作有很大的影響。萬曆朝袁宏道對金瓶梅倍加推崇。明末李漁將《金瓶梅》連同《三國演義》、《水滸傳》、《西遊記》合稱「四大奇書」。
不久，又被清初著名文藝理論家張竹坡稱為「第一奇書」。清代劉廷璣說：「深切人情事務，無如金瓶梅，真稱奇書。欲要止淫，以淫說法；欲要破迷，引迷入悟……而文心細如牛毛繭絲，凡寫一人，始終口吻酷肖到底……結構鋪張，針線縝密，一字不漏，又豈尋常筆墨可到哉！」清代張潮的《幽夢影》裏曾說：「水滸傳為怒書，西遊記為悟書，金瓶梅為哀書。」
魯迅在《中國小說史略》中寫道：「作者之於世情，蓋誠極洞達……同時說部，無以上之」。鄭振鐸說：「如果淨除了一切穢褻的章節，《金瓶梅》仍不失為一部第一流的小說。」
王文濡於《小說談》中品論此書，認為其對明朝下層社會的描寫，細緻入微，在古代尊崇上流、名節的社會中，十分難得。還將作者與英國的狄更斯、沃爾特·司各特作比較，歸為一類。
陳獨秀曾和胡適、錢玄同二人書信往來，評論中國小說，言及金瓶梅，陳獨秀認為該書對於「惡社會」的揭露要甚於紅樓夢、水滸傳，不應該僅因為其對情色的描寫而斥之。
夏志清說：「對西門慶油枯燈盡的駭人敘述……實際上給人的印象是：他被一個無情無義而永遠不知滿足的女性色情狂謀殺了」——「潘金蓮因其以勝利者的姿態在一個垂死者的身上抽取最後幾下快樂而毫不顧及西門慶其人，暴露出自己是一個極端墮落的可詛咒的人物。」。
夏志清稱《金瓶梅》是迄今為止他所討論的小說中「最令人失望的一部」，指《金瓶梅》中插入過多的詞曲、笑話和現成故事，這種繼承說書的形式與它的獨創故事的內容難以協調，因而削弱了小說的力量。他認為《金瓶梅》前八回只是《水滸傳》的延伸，而中間部分的七十回，即從第九回到七十九回，潘金蓮進入西門府後的故事，才是本書的精華，為小說中的「小說」，而最後二十一回是一堆沒有太大相關的故事拼湊而成的。
據美國學者韓南（Patrick Hanan）對《金瓶梅》所引用之小說、話本、戲曲、史書等作了系統的溯源，他認為《刎頸鴛鴦會》和《志誠張主管》（《張主管志誠脫奇禍》）、徐昌齡文言短篇小說《如意君傳》都曾被《金瓶梅》借用，《〈金瓶梅〉素材探源》一書中考證，《金瓶梅》苗員外遇害一事，取材至公案故事《港口漁翁》，最早見於《百家公案全傳》故事。至於《金瓶梅》所借用的題材有小說話本十種、戲曲十四種、清曲（合套曲和散曲）一百四十種，還有宋史及其它說唱文學作品。其來源可歸納為八類：宋明史實、《水滸傳》、文言色情小說、公案小說、白話短篇小說、戲劇劇本、民間散曲小調、佛教「寶卷」等。韓南在「結論」寫道：「《金瓶梅》的作者無視文史學家對各種體裁判定的分界線，不論是正史、小說、戲曲，也不論是長篇、短篇，只要與作者的想象力相近，都在錄取之列。作者還從當時流行的口頭文學中吸取某些技巧，表現了他借用傳統手段的願望。小說是作為讀物提供給讀者，而不是演唱給聽眾，由於《金瓶梅》如此出色地接受了多種文學形式，儘管作了大量的借用，它仍然超過前期的文學作品。我們還應該看到小說作者為使抄錄來的段落滿足自己的創作意圖所作的改動。只有分析出哪些引文不得不改動，哪些改動後來達到預期的效果或者未達到引導出給讀者所期望的東西時，我們才能探索出這部小說的獨創性。」
1961年12月20日，毛泽东在中共中央政治局常委和中央局第一书记会议上讲话：“中国小说写社会历史的只有三部：《红楼梦》、《聊斋志异》、《金瓶梅》。你们看过《金瓶梅》没有？我推荐你们都看一看，这部书写了宋朝的真正社会历史，暴露了封建统治，揭露统治和被压迫的矛盾，也有一部分写得很细致。《金瓶梅》是《红楼梦》的祖宗，没有《金瓶梅》就写不出《红楼梦》。”1962年8月11日，毛泽东在中央工作会议核心小组上的谈话中，将《官场现形记》、《红楼梦》与《金瓶梅》加以比较：“有些小说如《官场现形记》光写黑暗，鲁迅称之为谴责小说。只揭露黑暗，人们不喜欢看。《金瓶梅》没有传开，不只是因为它的淫秽，主要是因为它只暴露黑暗，虽然写得不错，但人们不爱看。《红楼梦》就不同，写得有点希望嘛。”

## 禁毀
由於《金瓶梅》書中有部分的性描寫，所以明末的董其昌稱「決當焚之」，在歷代屢遭禁毀。順治九年有小說禁令：「壇間書賈，只許刊行理學、政治有益文業諸書，其它瑣語淫詞，及一切濫刻窗藝社稿，通行業禁，違者重究治」。乾隆初年閉齋老人《儒林外史》序文說：「《水滸》、《金瓶梅》，誨盜誨淫，久幹例禁。」
1930年代，上海曾經印刷出版了三個版本的《金瓶梅詞話》，出版商在進行標點的同時均進行了刪節；不過當時的中華民國中宣部和租界當局都沒有禁止出版。
1983年，人民文學出版社出版了刪除性描寫相關內容的《金瓶梅》「潔本」。2008年新版時仍有所刪減，但刪減內容比前版減少了很多。臺灣也一度禁止出版《金瓶梅》，但在開放書禁後，允許發行《金瓶梅》原本。
潔本的發行在學術界看法不一。一些人認為，刪節的性描寫對全書的文學價值沒有任何影響；而另一些人認為，潔本的發行破壞著作完整性，使一些生動、深刻的刻畫變得味道全無，嚴重影響了小說的文學價值。

## 版本

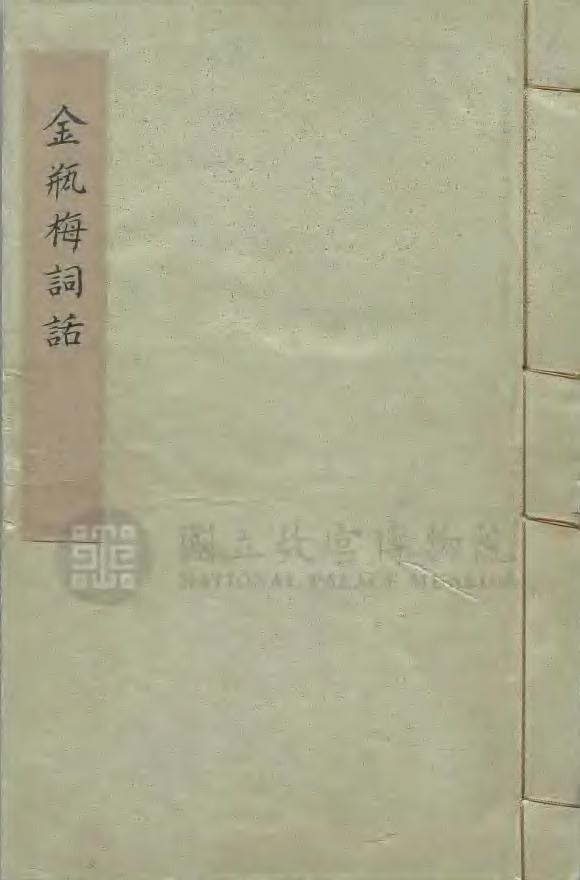
國立故宮博物院掃描文檔

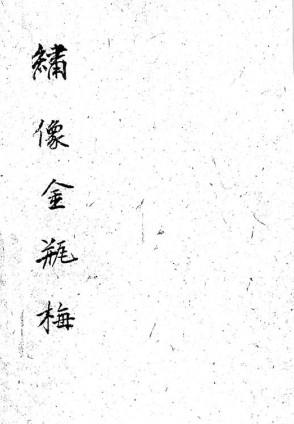
東京大學東洋文化所掃描文檔

《金瓶梅》的版本，包括十卷詞話本、二十卷崇禎本和康熙乙亥張竹坡評本《第一奇書》。
- 詞話本為《新刻金瓶梅詞話》，存世十卷本《金瓶梅詞話》刻本為：
  - 臺灣國立故宮博物院藏本（完整）：因1930年發現于山西介休，學界簡稱“介休本金瓶梅”，購藏於北平圖書館。相對於另外兩套半存於日本，該版本也俗稱中土本。對日抗戰期间，中土本連同其它北平图书馆甲库善本等運美國国会图书馆保存。1965年美國交還中華民國政府，現存臺北國立故宮博物院。該版本是詞話本傳本中内容最完整，品相最好的版本，也是唯一有批點訂補校的。臺灣聯經出版社（2013）、新加坡南洋出版社(2018)分别出版过相关影印本。
  - 日本日光山輪王寺慈眼堂藏本（完整）
  - 日本德山毛利氏棲息堂藏本（完整）
  - 日本京都大學附屬圖書館藏本（殘本，二十三回）

- 崇禎本為二十卷本《新刻繡像批評金瓶梅》，存世約十五部，包括殘本、抄本及混合本。批評本在回目和內容上對原詞話本做了較大的增刪改。北京大学图书馆藏本由北京大学出版社影印出版。天津人民图书馆藏本由中国线装书局影印出版。日本国立公文书馆内阁文库藏本由新加坡南洋出版社出版。

- 康熙乙亥《張竹坡批評第一奇書金瓶梅》。

歷代對《金瓶梅》評註較著名的有明朝的李漁（點評人有爭議）、清初的張竹坡和清末的文龍。
現今最完整排印本“詞話本”全本一百回無刪節《金瓶梅詞話》是金學家梅節的校本，1987年出版全校本，1993年出版重校本。1998年出版限印200部線裝手抄的校定本，後於2007年將校定本交由里仁書局出版印刷本。最完整“崇禎本”排印本是新加坡南洋出版社出版的《金瓶梅》和齊魯書社出版由齊煙汝梅校點的《新刻綉像批評金瓶梅》。最完整的張評本排印本是黃霖整理的《五色彩印匯評全本金瓶梅》，也是匯集所有已知版本批點的版本，由新加坡南洋出版社出版。
- 蘭陵笑笑生《全校萬曆本金瓶梅詞話》梅節校點 全校本 新式標點 附二百幅明版插圖 附校記五千多條 星海文化 四冊 1987 ISBN 978-962-7279-02-0
- 蘭陵笑笑生《梅節重校本金瓶梅詞話》梅節校訂 陳詔、黃霖註釋 重校本 新式標點 附註釋 附二百幅明版插圖 無校記 夢梅館 四冊 1993 ISBN 9627784018
- 蘭陵笑笑生《夢梅館校定本金瓶梅詞話》（線裝手抄本）梅節校訂 陳少卿抄閱 夢梅館校定本 附二百幅明版插圖 限印200部 夢梅館 二函二十一冊 1998 ISBN 9627784019
- 蘭陵笑笑生《夢梅館校本金瓶梅詞話》（印刷本）梅節校訂 陳詔、黃霖註釋 夢梅館校本 新式標點 附註釋 附二百幅明版插圖 里仁書局 三冊 2007 ISBN 978-986-6923-24-1
- 蘭陵笑笑生《夢梅館新校十八開本金瓶梅詞話》（印刷本）梅節校訂 陳詔、黃霖註釋 夢梅館新校十八開本 新式標點 附註釋 附二百幅明版插圖 里仁書局 三冊 2020 ISBN 978-986-94105-7-1
- 蘭陵笑笑生《金瓶梅》（完整版、雙版本、簡體橫排）董玉振主編並寫序，以崇禎本為主體（包括全部評點，二百幅插圖，以北大本為底本 ISBN 978-981-095-317-1

- 蘭陵笑笑生《金瓶梅》附吳晗《金瓶梅與王世貞》 新加坡星洲世界書局（潔本）

- 蘭陵笑笑生《金瓶梅詞話》，中國人民文學出版社，2008，綜合了各家考證的成果，校訂十分詳細，但對內容仍有少量刪減。
- 蘭陵笑笑生《五色彩印匯評全本金瓶梅》（上中下），黃霖整理輯著，董玉振主編校订。

### 插圖
崇禎本《金瓶梅》加入了200幅插圖，每回兩幅，依回目上下兩句而畫，放在卷首。插圖的刻工包括安徽人黃建中、黃誠之等。畫中人物的服飾屬明代而並非宋代風格。其後的版本則把全部插畫集為一小卷，放在全書之首。

### 譯本
- 德譯本
  - 弗蘭茲·庫恩譯： ISBN 3378002581
- 英譯本
  -  ISBN 978-0-691-01614-6
  -  ISBN 978-0-691-07077-3
  -  ISBN 978-0-691-12534-3
  -  ISBN 978-0-691-15043-7
- 法譯本
- 西譯本
  -  ISBN 978-84-938466-7-1.Volumen I (Cuarta edición). 2010. ISBN 978-84-937784-7-7.Volumen II. 2011. ISBN 978-84-938466-4-0.
  - Libro de las Primaveras y los Veranos. ISBN 978-84-233-4332-4.Libro de los Otoños y los Inviernos. ISBN 978-84-233-4333-1.

## 延伸閱讀
[在维基数据编辑]
 在维基文库阅读本作品原文（ 在维基共享资源阅览影像）
 《金瓶梅詞話（萬曆本）》
- 金元唐：《鬼谷子解金瓶梅詞話》增你智版
- 孫述宇：《金瓶梅：平凡人的宗教劇》（上海：上海古籍出版社，2011）。
- 黃衛總著，張蘊爽譯：《中華帝國晚期的慾望與小說敘述》（南京：江蘇人民出版社，2011）。
- 商偉：〈復式小說的構成：從《水滸傳》到《金瓶梅詞話》（页面存档备份，存于）〉。
- 胡令毅：〈論徐渭和《金瓶梅》（页面存档备份，存于）〉。
- 胡令毅：〈論西門慶的原型——《金瓶梅》作者徐渭說新論（页面存档备份，存于）〉。
- 胡令毅：〈《金瓶梅》里的「應俗之文」（页面存档备份，存于）〉。
- 胡令毅：〈「六黃太尉」是「黃太尉」嗎？——兼答「集體」「陋儒」說（页面存档备份，存于）〉。
- 陳建華：〈欲的凝視：《金瓶梅詞話》的敘述方法、視覺與性別（页面存档备份，存于）〉。
- 田曉菲：《秋水堂論金瓶梅（页面存档备份，存于）》（天津：天津人民出版社，2003）。
- 大塚秀高：〈《金瓶梅》的構思——《金瓶梅》與《封神演義》《三國志演義》的關係（页面存档备份，存于）〉。
- 大塚秀高：〈從玉皇廟到永福寺--《金瓶梅》的構思(續)（页面存档备份，存于）〉。
- 大木康：〈嚴嵩‧王世貞‧《金瓶梅》〉。
- 胡令毅：〈高山仰止：英譯本《金瓶梅詞話》卮言（页面存档备份，存于）〉。
- 新加坡南洋出版社董玉振：〈“崇祯本”眉批揭示其是《金瓶梅》祖本的事实〉，《第十二届国际《金瓶梅》学术研讨会论文集（页面存档备份，存于）》，第315-320页。

## 外部連結
- 梅節校勘《金瓶梅詞話》經過
- 《金瓶梅詞話萬歷本》全文（页面存档备份，存于） - 中國哲學書電子化計劃
- 《金瓶梅》全文（页面存档备份，存于） - 中國哲學書電子化計劃
- 《金瓶梅詞話》掃描版 archive.org翻頁電子書，帶回目書籤的DjVu文檔(225M)， 原始掃描文檔(1.78G) （页面存档备份，存于）－ 明萬曆丁巳原刊國立故宮博物院藏本

- 《新刻繡像批評金瓶梅》掃描版 明刊本（页面存档备份，存于）（PDF） - 日本東京大學東洋文化研究所
- 《皐鶴堂批評第一奇書金瓶梅》掃描版（页面存档备份，存于）（PDF） - 日本早稻田大學圖書館